# Embelia demissa
Embelia demissa är en viveväxtart som beskrevs av Eugène Jacob de Cordemoy. Embelia demissa ingår i släktet Embelia och familjen viveväxter. Inga underarter finns listade i Catalogue of Life.